# Virgen del Rosario (Cuéllar)
La Virgen del Rosario es una escultura gótica que representa a María, madre de Jesús en su advocación de la Virgen del Rosario, que se venera en la capilla del Rosario, anexa a la iglesia de Santo Tomé de la villa de Cuéllar, en la provincia de Segovia, de la que es patrona, en cuyo honor se celebran los Encierros de Cuéllar, declaradas de Interés Turístico Internacional y considerados los encierros más antiguos de España.
Se trata de una talla de escultor anónimo, realizada en madera hacia el año 1300. Representa a la Virgen bajo los cánones estéticos del gótico navarro, influenciado por el gótico francés, destacando la naturalidad del Niño que se desentiende del espectador y sonríe, alargando la mano hacia la flor que sostiene la madre en la suya. Recibe culto en la capilla del Rosario, anexa a la iglesia de Santo Tomé. En ella dispone de un altar que preside, que también custodia las imágenes de San José y Santa Águeda; además, cuenta con un camarín decorado al fresco.
Desde el siglo XVII la villa de Cuéllar celebra sus fiestas patronales en honor a la imagen, destacando dentro de sus actos los Encierros de Cuéllar, considerados los más antiguos de España, que fueron declarados Fiesta de Interés Turístico Internacional en el año 2018.